# Parexarnis violetta
Parexarnis violetta là một loài bướm đêm trong họ Noctuidae.